# Tyrant (série télévisée)
Pour les articles homonymes, voir Tyrant.
Tyrant est une série télévisée américaine en 32 épisodes de 45 minutes créée par Gideon Raff et diffusée entre le 24 juin 2014 et le 7 septembre 2016 sur FX et en simultané sur FX Canada.

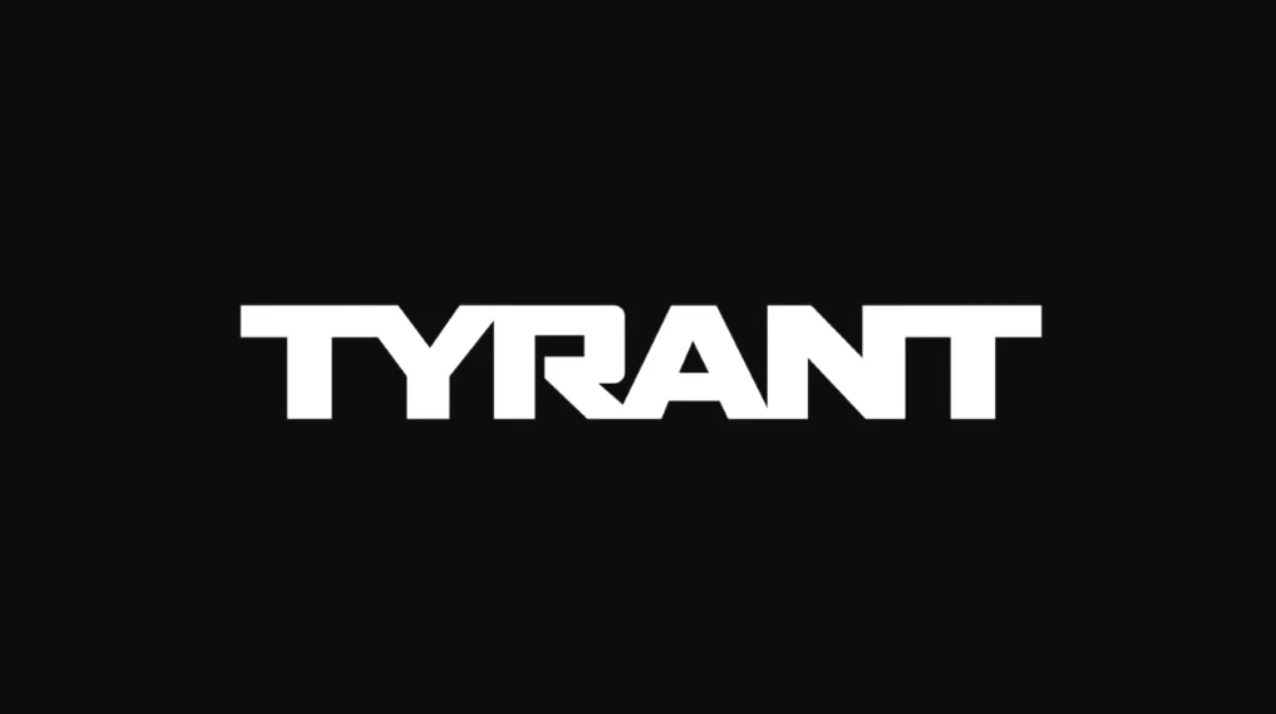

La série a été diffusée en Suisse du 5 août 2015 au 9 février 2018 sur RTS Un.
La série est également diffusée sur la chaine FOX, chaine de replay sur canalsat en 2018.

## Synopsis
Cette série met en scène Bassam « Barry » Al Fayeed qui vit en exil à Los Angeles depuis 20 ans. Il est le plus jeune fils du dictateur de la République d'Abbudin (fictive) et il revient dans son pays natal avec sa famille pour le mariage de son neveu.

## Distribution

### Acteurs principaux
- Adam Rayner (VF : Damien Boisseau) : Bassam « Barry » Al Fayeed
- Jennifer Finnigan (VF : Hélène Bizot) : Molly Al Fayeed
- Ashraf Barhom (VF : Gilles Morvan) : Jamal Al Fayeed
- Moran Atias (VF : Marie Zidi) : Leila Al Fayeed
- Noah Silver (VF : Gabriel Bismuth-Bienaimé) : Sammy Al Fayeed
- Cameron Gharaee (en) (VF : Nathanel Alimi) : Ahmed Al-Fayeed[4] (récurrent saison 1, régulier depuis la saison 2)
- Sibylla Deen (VF : Audrey Sablé) : Nusrat Al-Fayeed[5] (récurrente saison 1 et 3, réguliere saison 2)
- Melia Kreiling (VF : Olivia Nicosia) : Daliyah Al-Yazbek (récurrente saison 2, principale saison 3)
- Chris Noth (VF : Gabriel Le Doze) : Général William Cogswell[6] (saison 3)

### Anciens acteurs principaux
- Fares Fares (VF : Nessym Guetat) : Fauzi Nadal (principal saison 1, invité saison 2 et 3)
- Salim Daw (VF : Omar Yami) : Yussef (saison 1)
- Justin Kirk (VF : Pierre Tessier) : John Tucker (saison 1)
- Anne Winters (VF : Jessica Monceau) : Emma Al Fayeed (principale saison 1, invitée saison 2 et 3)
- Mehdi Dehbi (VF : Alexandre Nguyen) : Abdul (saison 1, invité saison 2)
- Alexander Karim (VF : Stéphane Fourreau) : Ihab Rashid (récurrent saison 1, régulier depuis la saison 2)
- Alice Krige (VF : Maïté Monceau) : Amira Al Fayeed (récurrent saison 1, réguliere saison 2)

### Acteurs récurrents
- Mor Polanuer (VF : Alice Taurand) : Samira Nadal (Saison 1 et 2)
- Raad Rawi (VF : Saïd Amadis) : Khaled (Saison 1 et 2)
- Oshrat Ingedashet (VF :Marine Tuja) : Reema
- Mohammad Bakri (VF : Igor De Savitch) : Sheik Rashid (Saison 1 et 2)
- Wrenn Schmidt (VF : Pamela Ravassard) : Jenna Olson
- Leslie Hope (VF : Véronique Augereau) : Lea Exley
- Omar Maskat : Marwan[7] (saison 2)
- Jake Weber : Jimmy Stone [8] (saison 2)
- Keon Alexander : Rami Said[9] (saison 2)
- Melia Kreiling : Daliyah Al-Yazbek[10] (saison 2)
- Annet Mahendru : Nafisa Al-Qadi[11] (saison 3)
- Jamie Ward : Nabil[12] (saison 3)
- Khaled Abol Naga : Hussein Al-Qadi

- Version française
  - Société de doublage : Dub'Club [13]
  - Direction artistique : Mélody Dubos[13]
  - Adaptation des dialogues : Xavier Varaillon, Nicolas Mourguye & Catherine Zitouni [14]

 Source et légende : version française (VF) sur RS Doublage et Doublage Série Database

## Production

### Développement
Le 11 décembre 2012, FX commande le pilote dont le scénario a été écrit par Gideon Raff et produit par Howard Gordon.
Le 11 décembre 2013, FX commande la série et annonce qu'elle sera diffusée durant l'été 2014.
Le 16 mai 2014, FX a annoncé la date de diffusion de la série pour le 24 juin 2014.
Le 18 septembre 2014, la série a été renouvelée pour une deuxième saison de douze épisodes.
Le 8 octobre 2015, la série obtient une troisième saison.
Le 7 septembre 2016, la série est annulée.

### Tournage
Le tournage du pilote a débuté le 12 septembre 2013 au Maroc.
Les épisodes deux à huit de la première saison ont été tournés en Israël, puis pour des raisons de sécurité, les deux derniers de la première saison ont été tournés en Turquie.

## Épisodes

### Première saison (2014)
1. La Mort du despote (Pilot) (55 minutes sans publicité)
2. Etat d'urgence (State of Emergency)
3. Comme des frères (My Brother's Keeper)
4. L'Anniversaire (Sins of the Father)
5. Au nom du père (Hail Mary)
6. La Rencontre (What the World Needs Now)
7. Médecine préventive (Preventative Medicine)
8. Changement de direction (Meet the New Boss)
9. L'Étincelle (Gaslight)
10. Partie de pêche (Gone Fishing)

### Deuxième saison (2015)
La deuxième saison a été diffusée du 16 juin 2015 au 1er septembre 2015.
1. Exécution (Mark of Cain)
2. L'Attentat (Enter the Fates)
3. Prières (Faith)
4. Une maison bâtie sur du sable (A House Built on Sand)
5. Une vipère au palais (The Viper in the Palace)
6. L'Autre frère (The Other Brother)
7. L'Horrible grâce de Dieu (The Awful Grace of God)
8. Pères et fils (Fathers and Sons)
9. Mauvaise cible (Inside Men and Outside Women)
10. Zanjir (Zanjir)
11. Tempête du désert (Desert Storm)
12. La Paix sur Abbudin (Pax Abuddin)

### Troisième saison (2016)
Elle a été diffusée du 6 juillet 2016 au 7 septembre 2016 sur FX.
1. Le Printemps (Spring)
2. Comme des cafards (Cockroach)
3. Les Morts et les Vivants (The Dead and the Living)
4. Une prière pour nos filles (A Prayer for our Daughters)
5. Entre deux feux (A Rock and a Hard Place)
6. Dignité et vérité (Truth and Dignity)
7. D'étranges alliés (Bedfellows)
8. Déclaration de guerre (Ask For the Earth)
9. Comment vivre (How to Live)
10. Deux tombes (Two Graves)

## Audiences

### Aux États-Unis
L'épisode pilote réalise un démarrage correct en réunissant 2,10 million de téléspectateurs. Ensuite les audiences se sont rapidement stabilisées pour réunir en moyenne 1,55 million de fidèles lors de la première saison de la série.